# اندی گلدزورثی
اندی گلدزورثی (به انگلیسی: Andy Goldsworthy) (زاده ۲۵ ژوئیه ۱۹۵۶) یک مجسمه‌ساز، عکاس و دوستدار محیط‌زیست انگلیسی است که آثار هنری مکان‌ویژه و هنر خاکی در محیط‌های طبیعی و شهری تولید می‌کند.

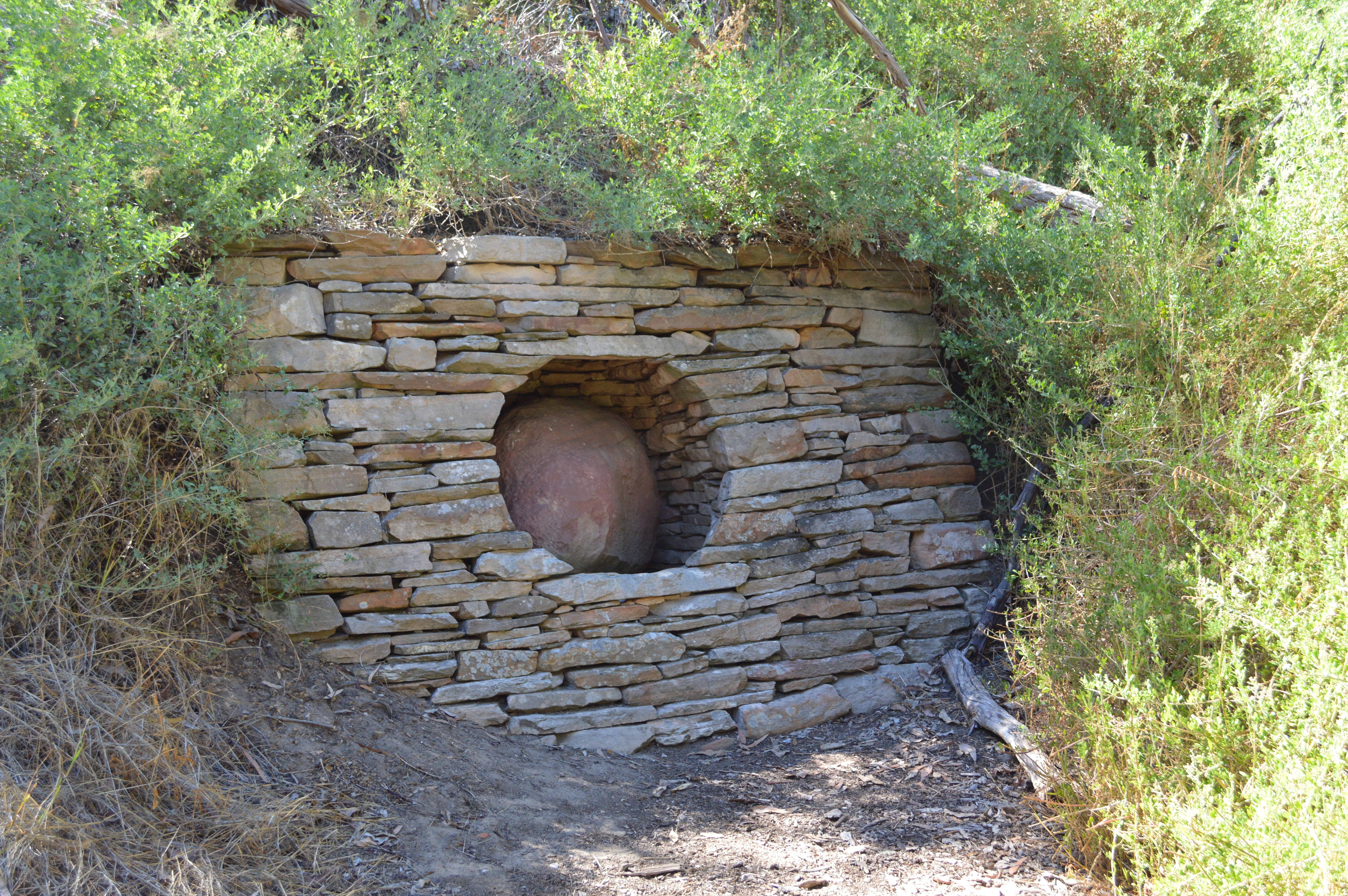
خانه سنگی (۱۹۹۷)

## زندگی
گلدزورثی در ۲۵ ژوئیه ۱۹۵۶ در چشر متولد شد. پدرش استاد سابق ریاضیات کاربردی در دانشگاه لیدز بود. او که از ۱۳ سالگی به عنوان کارگر در مزارع کار می‌کرد، کیفیت تکراری کارهای مزرعه را به روال ساخت مجسمه تشبیه کرده‌است: «بسیاری از کارهای من مانند چیدن سیب‌زمینی است؛ باید به ریتم آن وارد شوید.» او رشته هنرهای زیبا را از سال ۱۹۷۴ تا ۱۹۷۵ در کالج هنر برادفورد و از سال ۱۹۷۵ تا ۱۹۷۸ در پلی‌تکنیک پرستون (در حال حاضر دانشگاه مرکزی لنکاوی) خواند و لیسانس خود را از این دانشگاه دریافت کرد.

## فعالیت حرفه‌ای

### تاریخچه

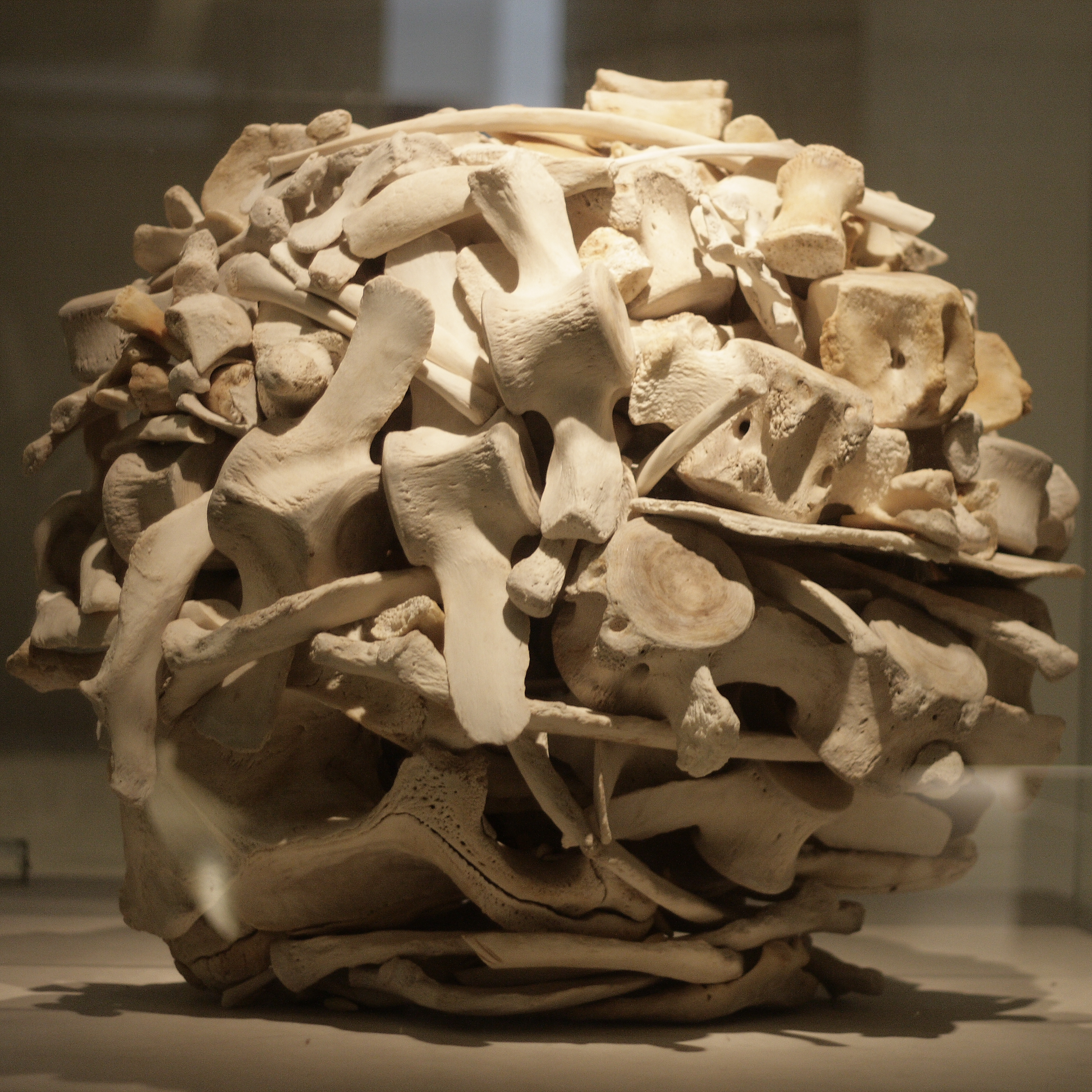
مجسمه‌ای از گلدزورثی در موزه ملی اسکاتلند

او پس از ترک کالج، در یورک‌شر، لانکاشر و کامبریا زندگی کرد. و در سال ۱۹۸۵ به اسکاتلند نقل مکان کرد ابتدا در لنگهولم زندگی کرد و سپس یک سال بعد در پن‌پونت نقل مکان کرد و هنوز در این شهر ساکن است. گفته می‌شود که کوچ تدریجی او به سمت شمال «به دلیل شیوه زندگی که کنترل کاملی بر آن نداشت» بوده‌است، اما عوامل مؤثر، فرصت‌ها و تمایل به کار در این زمینه‌ها و «دلایل اقتصادی» بوده‌است.
در سال ۱۹۹۳، گلدزورثی یک مدرک افتخاری را از دانشگاه برادفورد دریافت کرد. او در سال‌های ۲۰۰۰ تا ۲۰۰۶ و ۲۰۰۶ تا ۲۰۰۸، استاد مجسمه‌سازی در دانشگاه کرنل بود.
در سال ۲۰۰۳، گلدزورثی یک اثر سفارشی برای حیاط ورودی موزه د یانگ سانفرانسیسکو به نام «سنگ کشیده» تولید کرد که بازنمای زلزله‌های مکرر سانفرانسیسکو و اثرات آن است. چیدمان او شامل یک شکاف عظیم در سنگفرش بود که به شکاف‌های کوچکتر تبدیل شد و یک سنگ آهک شکسته که می‌توانست برای نشستن استفاده شود. ترک‌های کوچک‌تر با چکش ایجاد می‌شدند که غیرقابل‌پیش‌بینی‌بودن کار را در زمان ایجاد آن سبب می‌شد.

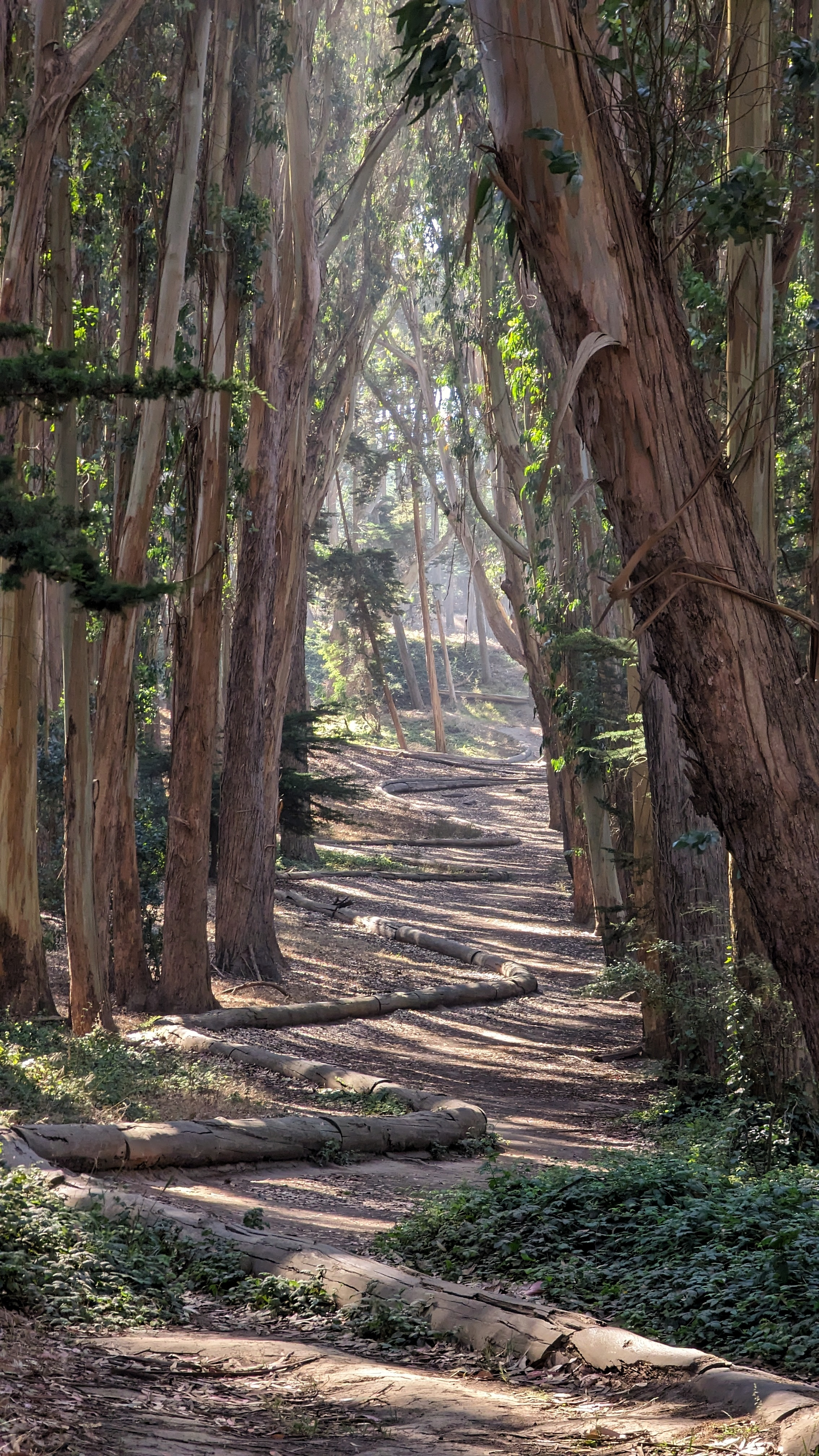
خط چوبی (۲۰۱۱–۲۰۱۰)

### فرایند هنری
مواد مورد استفاده در هنر گلدزورثی اغلب شامل گلهای رنگارنگ، یخ، برگ، گل، درخت کاج، برف، سنگ، شاخه و خار است. از او نقل شده‌است که می‌گوید: «من فکر می‌کنم کار با گل و برگ و گلبرگ فوق العاده شجاعانه است. اما از سر اجبار: نمی‌توانم موادی را که با آنها کار می‌کنم ویرایش کنم. وظیفه من کار با طبیعت به عنوان یک کل است.»
کار او به جای دخالت در فرایندهای طبیعی، فرایندهای موجود را از طریق حداقل مداخله عمدی در چشم‌انداز زیر ذره‌بین می‌برد. گلدزورثی می‌گوید: «من تمایلی به کندن یا شکستن سنگ‌های صلب طبیعی ندارم… بین سنگ‌های بزرگ و ریشه‌دار و ریگ‌های موجود در پای صخره، سنگ‌ریزه‌های ساحل، تفاوتی احساس می‌کنم… در هنگام سفر می‌توانم با آنها به روشی کار کنم که با یک تخته‌سنگ عظیم نمی‌توانم.» تعهد گلدزورثی به کار با مواد طبیعی موجود، نوعی محدودیت ذاتی و تصادف را به ذات کارهای هنری او می‌افزاید.
برخلاف دیگر هنرمندانی هنر خاکی، بیشتر آثار گلدزورثی در مقیاس کوچک و در اجرا موقتی هستند. برای این آثار زودگذر، گلدزورثی اغلب فقط از دستان برهنه، دندان‌ها و ابزارهای یافت شده برای تهیه و چیدمان مواد استفاده می‌کند. روند او یک نگاه گذرا و توجه ویژه به موادی را آشکار می‌کند که به وضوح پیر و پوسیده می‌شوند، دیدگاهی که در تضاد با نگاه یادمان‌گرایانه در هنر خاکی قرار دارد.

### عکاسی
عکاسی به دلیل حالت اغلب موقت و گذرای آثارش، نقشی تعیین‌کننده در هنر او دارد. عکس‌ها (که عمدتاً توسط خود گلدزورثی تهیه شده) از آثار هنری مکان‌ویژه‌اش، امکان اشتراک‌گذاری آنها را فراهم می‌کند.
عکاسی به گلدزورثی در درک آثارش به همان اندازه که آنها را به مخاطبان منتقل می‌کند، کمک می‌کند. او گفته‌است: «عکاسی روش من برای صحبت کردن، نوشتن و فکر کردن دربارهٔ هنرم است. عکاسی مرا از ارتباطات و تحولاتی آگاه می‌سازد که ممکن بود در غیر این صورت آشکار نشوند. این شواهد بصری است که در کل هنر من جریان دارد و به من دید وسیع‌تر و دورتر از کاری که انجام می‌دهم می‌دهد.»

### فیلم‌های مستند دربارهٔ گلدزورثی
گلدزورثی موضوع فیلم مستندی به نام رودها و موج‌ها به کارگردانی توماس ریدلشایمر در سال ۲۰۰۱ است. همین کارگردان در سال ۲۰۱۸ دومین مستند در مورد او را با عنوان تکیه بر باد منتشر کرد.